# Hans Boner
Pour les articles homonymes, voir Boner.
Hans Boner (en polonais : Jan Boner), né vers 1450 à Landau (Palatinat) vers 1450 et mort le 15 décembre 1523 à Cracovie, est un commerçant et banquier germano-polonais. En son temps, il est l'un des hommes les plus riches d'Europe. 
Il fut membre du conseil municipal de Cracovie à partir de 1498 et burgrave dès 1515. Il entre dans l'aristocratie polonaise en 1520 puis est nommé gouverneur de Cracovie en 1522. Il exerce la fonction de staroste à Rabsztyn et à Ojców au centre de la Petite-Pologne.

## Biographie
Né à la ville impériale de Landau, Boner est le fils d'une famille riche de marchands de tissus avec des liens commerciaux à Francfort, Nuremberg, Deutsch-Wagram en Autriche et notamment à la ville des draperies de Gand. Il ouvre son propre commerce à Wrocław (Breslau) profitant des liens étroits de la capitale silésienne à Gand. En 1483, il ouvre un autre commerce à Cracovie, résidence des rois de Pologne, tandis que son frère cadet Jakob Andreas Boner (1454–1517) reprend les activités à Wrocław.
Il fait du négoce d'épices, de métaux, de bois et de bovins avec de nombreuses villes de la Pologne, du Saint-Empire, de la Russie et de la Hongrie. En 1498, Cracovie lui accorde des droits civiques et il épouse Szczęsna, fille du conseiller Stanisław Morsztyn l'Ancien. Le roi Sigismond Ier lui donne la nationalité polonaise en 1514 et l'élève dans la noblesse (szlachta) en 1520. En 1522, Hans Boner est nommé gouverneur (gubernator) royal de Cracovie.
En tant que banquier du roi et principal fournisseur de la cour, Boner, « le Fugger polonais », devient l'un des hommes les plus riches d'Europe. Il sauve la famille royale des Jagellon de la faillite en lui prêtant 200 000 złotys. Il reçoit en gage des terres du domaine royal : le comitat de Szepes (contre 12 000 złotys de la part de Jordan von Zakliczyn), la ville de Oświęcim et les mines de sel de la voïvodie ruthène (contre 14 000 złotys de la part de Stanisław Kościelski) ainsi que les villes de Sieradz, Gostynin, Radom, Sochaczew, Piotrków Trybunalski, Drohobytch, Rabsztyn, Głuchów, Tuchola, Nowy Sącz, Inowrocław dont il devient le staroste.
En 1515, il garantit à l'envoyé de Wrocław l'aide de la cour de Pologne en mémoire de la ville « ou il a commencé de trouver sa nourriture ». La même année, on lui confie les mines de sel à Wieliczka, les plus rentables du pays et l'un des plus importants revenus de la royauté. On lui donne aussi les châteaux d'Ojców et Rabsztyn.
Hans Boner est également un mécène de savants et d'artistes allemands et italiens qui décorent ses châteaux dans le style Renaissance, et correspond avec l'archévêque et poète Jan Dantyszek.
À sa mort, Boner n'a pas d'héritier direct, sa succession revient à son neveu Severin Boner (de).

## Source, notes et références
- (de) Cet article est partiellement ou en totalité issu de l’article de Wikipédia en allemand intitulé « Hans Boner » (voir la liste des auteurs).
- (de) Kurt Pilz, « Boner, Hans », dans Neue Deutsche Biographie (NDB), vol. 2, Berlin, Duncker & Humblot, 1955, p. 442–443 (original numérisé).